# Liste der Naturdenkmale in Altdorf (Pfalz)
Die Liste der Naturdenkmale in Altdorf nennt die im Gemeindegebiet von Altdorf ausgewiesenen Naturdenkmale (Stand 23. Mai 2024).

## Naturdenkmale
| Nr.         | Bezeichnung               | Lage                                               | Beschreibung   | Bild                                    |
| ----------- | ------------------------- | -------------------------------------------------- | -------------- | --------------------------------------- |
| ND-7337-173 | Naturquelle Gesundbrunnen | nordwestlich des Ortes; Flur Am guten Brunnen Lage | Schwefelquelle | Direkt Bild zu diesem Denkmal hochladen |